# 蘭加魯德
蘭加魯德（波斯語：‎）是伊朗的城市，位於該國北部裡海南岸附近，由吉蘭省負責管轄，距離首府拉什特50公里，海拔高度23米，主要農產品有小麥和稻米，2006年人口112,468。